# Список дипломатических миссий Молдовы

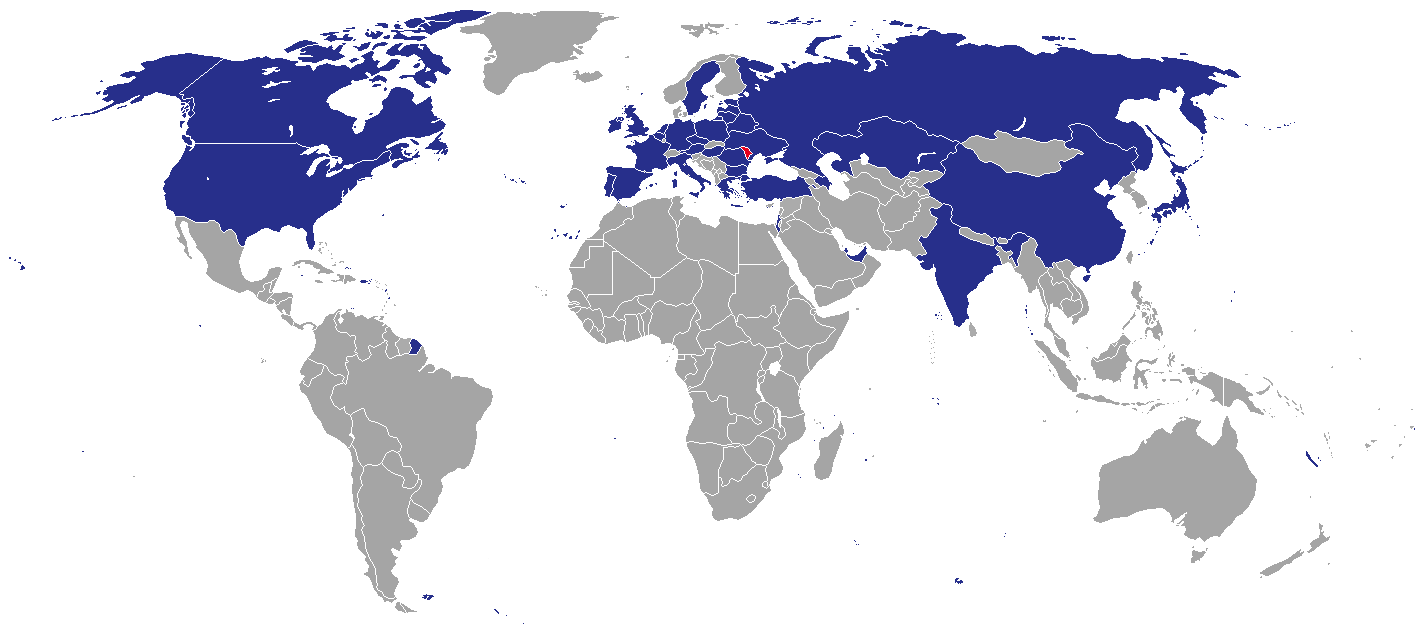
Страны с молдавскими дипломатическими миссиями

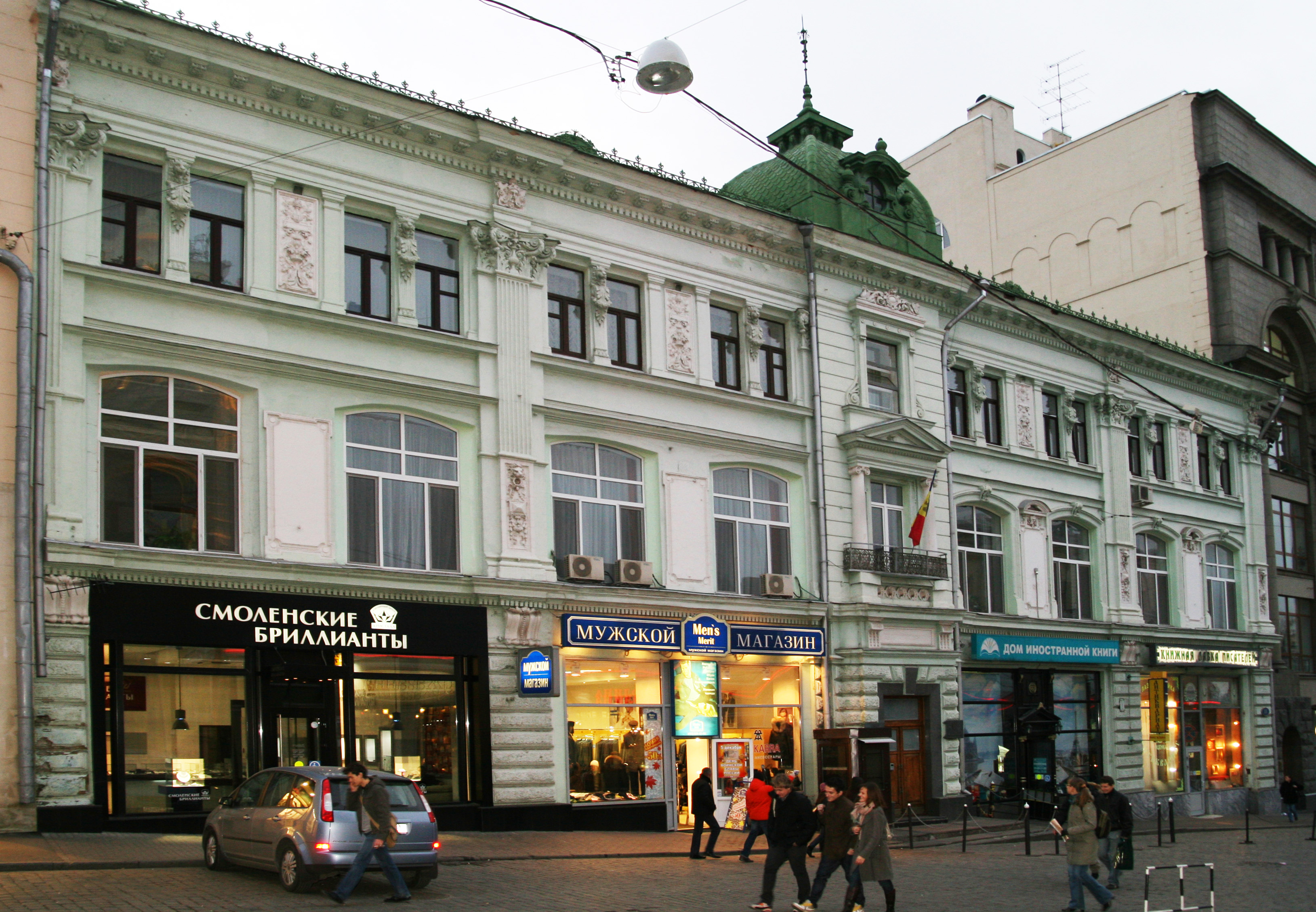
Посольство Молдовы в Москве

Список дипломатических миссий Молдовы — дипломатические представительства Молдовы находятся преимущественно в странах ЕС и СНГ.

## Европа
- Австрия, Вена (посольство)
- Азербайджан, Баку (посольство)
- Белоруссия, Минск (посольство)
- Бельгия, Брюссель (посольство)
- Болгария, София (посольство)
- Эстония, Таллин (посольство)
- Франция, Париж (посольство)
- Германия
  - Берлин (посольство)
  - Франкфурт-на-Майне (генеральное консульство)
- Греция, Афины (посольство)
- Венгрия, Будапешт (посольство)
- Италия
  - Рим (посольство)
  - Болонья (генеральное консульство)
- Латвия, Рига (посольство)
- Литва, Вильнюс (посольство)
- Польша, Варшава (посольство)
- Португалия, Лиссабон (посольство)
- Румыния
  - Бухарест (посольство)
  - Яссы (генеральное консульство)
- Россия, Москва (посольство)
- Испания, Мадрид (посольство)[1]
- Словакия, Братислава (консульство)[2]
- Чехия, Прага (посольство)
- Швеция, Стокгольм (посольство)
- Украина
  - Киев (посольство)
  - Одесса (генеральное консульство)
- Великобритания, Лондон (посольство)

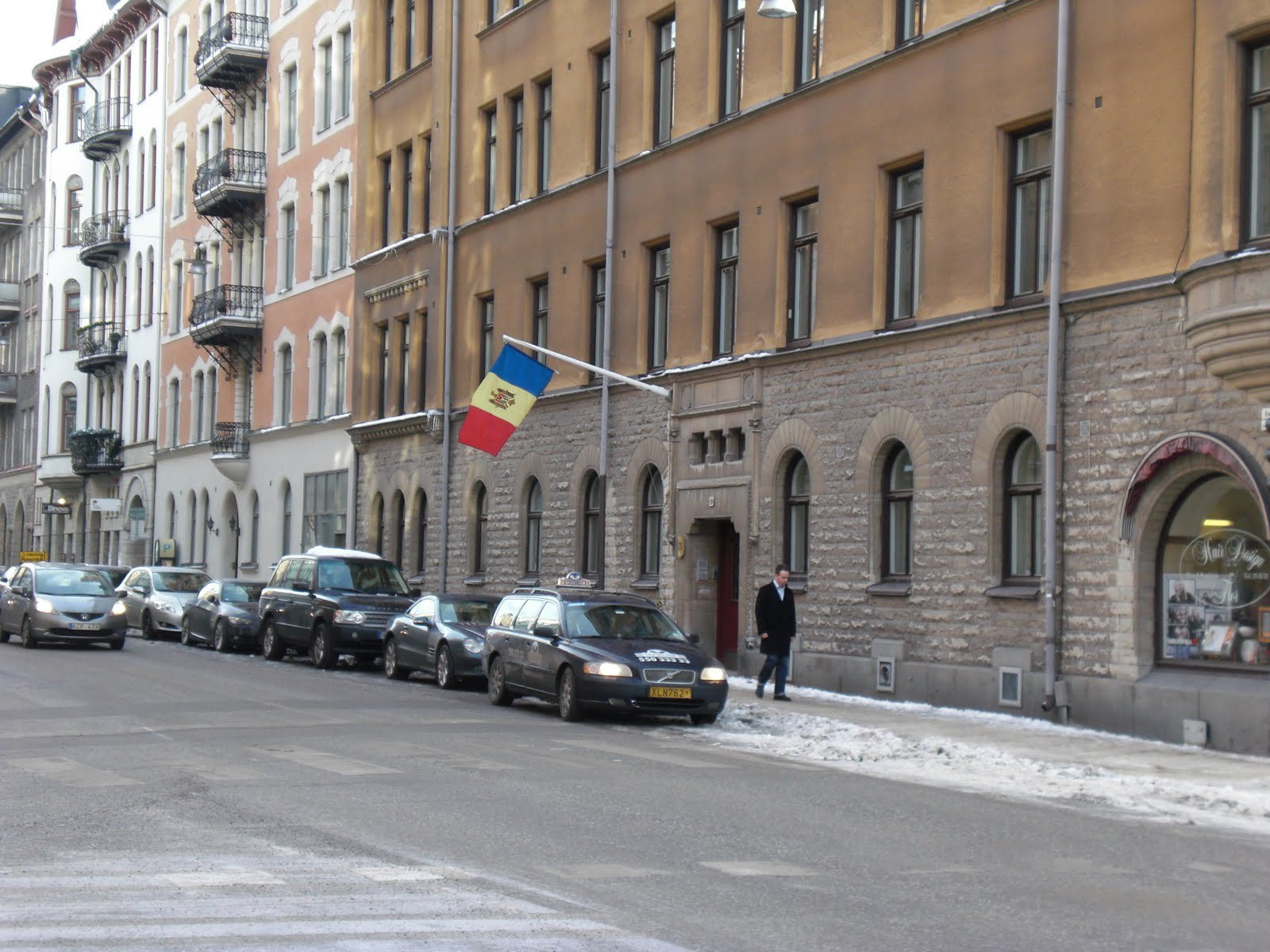
Посольство Молдовы в Стокгольме, Швеция

## Америка
- США, Вашингтон (посольство)

## Азия
- Израиль, Тель-Авив (посольство)
- Китай, Пекин (посольство)
- Турция, Анкара (посольство)

## Международные организации
- Брюссель (представительство при ЕС)
- Женева (представительство при учреждениях ООН)
- Нью-Йорк (представительство при ООН)
- Страсбург (представительство при Совете Европы)
- Вена (представительство при ОБСЕ)